# Bigflo & Oli
Bigflo & Oli è un duo musicale francese formatosi nel 2005. È costituito dai fratelli Florian e Olivio Ordoñez.

## Storia del gruppo
Bigflo & Oli hanno pubblicato il loro primo album in studio, dal titolo La cour des grands, nel giugno 2015; il disco, certificato oro dal Syndicat national de l'édition phonographique, si è fermato al 2º posto in Francia e in top twenty nella Schweizer Hitparade. I dischi successivi, La vraie vie (1º in Francia; 2017) e La vie de rêve (2018), hanno ricevuto rispettivamente la certificazione di diamante e triplo platino dalla SNEP. Sono stati premiati con l'MTV Europe Music Award al miglior artista francese del 2018, nonché con due NRJ Music Awards.
Nell'ottobre 2019 è stato rivelato che Bigflo & Oli hanno superato la soglia di un milione di unità vendute in termini di album in territorio francese. Les autres c'est nous (2022), secondo disco al numero uno del duo, ha guadagnato la certificazione di doppio platino per aver superato la soglia delle 200 000 unità equivalenti.

## Formazione
- Florian Ordoñez – voce
- Olivio Ordoñez – voce

## Discografia

### Album in studio
- 2015 – La cour des grands
- 2017 – La vraie vie
- 2018 – La vie de rêve
- 2022 – Les autres c'est nous

### EP
- 2014 – Le trac
- 2020 – Insolents

### Singoli
- 2017 – Dommage
- 2019 – Promesses
- 2020 – Que ça dure (con Jul)
- 2020 – Un été quand même (feat. Bon Entendeur)
- 2020 – C'est pas bien (con Spider Zed)
- 2020 – Au revoir
- 2022 – Sacré bordel
- 2022 – J'étais pas là
- 2022 – Bons élèves (feat. MC Solaar)
- 2022 – Ici c'est Toulouse
- 2023 – 30 ans
- 2023 – Tandem
- 2023 – Il faudrait (con Vianney)
- 2025 – New York en décembre_freestyle 2025
- 2025 – Mexico en janvier_freestyle 2025